# خانه‌های مسکونی راه‌آهن
منازل مسکونی راه آهن مربوط به دوره پهلوی اول است و در اهواز، پشت مرکز سقانی قدیم، غرب پل نادری، جنب پل واقع شده و این اثر در تاریخ ۲۷ بهمن ۱۳۷۸ با شمارهٔ ثبت ۲۵۸۷ به‌عنوان یکی از آثار ملی ایران به ثبت رسیده است.